# Huningue

Huningue este o comună în departamentul Haut-Rhin din estul Franței. În 2009 avea o populație de 6.584 de locuitori.

## Evoluția populației
| An        | 1975  | 1982  | 1990  | 1999  | 2006  | 2009  |
| --------- | ----- | ----- | ----- | ----- | ----- | ----- |
| Populație | 6.576 | 6.679 | 6.252 | 6.097 | 6.358 | 6.584 |